# هروپ
هروپ (به آلمانی: Hürup) یک شهر|شهرداری |شهر در آلمان است که در اشلسویگ-فلنسبورگ واقع شده‌است. هروپ ۱٬۲۰۵ نفر جمعیت دارد.